# Krisenstab
Als Krisenstab (alternativ auch Verwaltungsstab) bezeichnet man eine Stabsstelle innerhalb einer Organisation zum Notfall- oder Katastrophenschutz. Der Krisenstab selbst übernimmt nicht die Führung, sondern funktioniert nur unter einem führungserfahrenen und alleinverantwortlichen Leiter. Dies stellt sicher, dass auch unter hohem Druck Entscheidungen schnell getroffen und mit vereinten Kräften umgesetzt werden können.
Der alleinverantwortliche Leiter ist zum Beispiel auf Kommunaler Ebene der Landrat oder der Oberbürgermeister.

## Aufgaben
Der Krisenstab ist oft das Grundelement einer provisorisch einberufenen Leitung und wird nach Entspannung der Lage meist wieder durch eine andere oder die vorhergehende Organisationsform ersetzt. Aufgabe der Mitglieder des Stabes ist es, den Leiter bei der Beurteilung der Lage zu beraten, Entscheidungen vorzubereiten und die Ausführung zu koordinieren und zu überwachen. Im Notfall muss der Krisenstab entsprechend der Gefahr zusammengestellt werden, Kontakt zu Behörden (Behörden und Organisationen mit Sicherheitsaufgaben), Polizei und Feuerwehr unterhalten, über Hilfsmittel und Arbeitsunterlagen verfügen und die Öffentlichkeit informieren.
Oft werden innerhalb von Organisationen Pläne bereitgehalten, wie in einem Katastrophenfall zu verfahren ist und wer als Mitglied des Krisenstabes gebraucht werden könnte. Diese Personen können durch periodische Übungen für ihre Aufgaben im Ernstfall trainiert werden. Tritt ein Schadensereignis ein, muss der Krisenstab schnell einberufen werden. Die Pläne enthalten deshalb auch Vereinbarungen über zur Verfügung stehende Räumlichkeiten, benötigte Materialien oder Kommunikationsmittel, die für die Koordinierung der anfallenden Maßnahmen wichtig sind.
Die Planung sieht für den Stab möglichst krisensichere oder auch geschützte Arbeitsumstände vor, die Gruppe soll zu jeder Tages- und Nachtzeit zusammentreffen können, Kommunikationseinrichtungen müssen redundant vorhanden, stabil und von eventuellen Störungsquellen unabhängig sein. So kann beispielsweise für den Betrieb von PC mit Disaster Management Software eine Notstromversorgung bereitgestellt werden. An den Arbeitsplätzen für die Stabsmitglieder wird alles Nötige vorgehalten, darunter Handbücher, Notfalldokumentationen, Lagepläne, Arbeitsmittel oder Pinnwände. Je nach voraussichtlichem Bedarf oder dem im Bereich der Organisation überhaupt möglichen Schadensereignissen werden den Mitgliedern auch provisorische Schlafgelegenheiten, Nahrungsmittel und andere Dinge zurechtgelegt, die bei einem erhöhten Arbeitsaufkommen über mehrere Tage gebraucht werden könnten.
Der Krisenstab soll die Organisation von Rettungsmaßnahmen während der Katastrophe und in der ersten Zeit danach organisieren, Entscheidungswege übersichtlich halten und die aus anderen Gebieten eintreffenden Hilfskräfte optimal in die Aufgaben einweisen. Lange Diskussionen sind in solchen Fällen unangebracht. Der gehäufte Einsatz von Kräften an ungeeigneten Stellen oder das Nichtbeachten von Umständen könnte entscheidende Nachteile bringen. Fehlende Vorbereitung des Krisenmanagement wird der Bevölkerung beispielsweise in Erdbeben- oder Überschwemmungsgebieten oft zum Verhängnis, weil die eintreffenden Hilfstruppen nicht wissen, was sie tun sollen oder wo sie im Moment am dringendsten gebraucht werden.

## Geschichte
Am 21. November 2003 legte die ständige Konferenz der Innenminister und -senatoren der Länder in einer vereinheitlichen Grundsatzempfehlung fest, dass die Feuerwehr-Dienstvorschrift 100 auf operativ-taktischen Ebene (Einsatzleitung an Schadensstellen) organisations-übergreifend und im administrativ-organisatorischen Bereich die „Hinweise zur Bildung von Stäben“ der administrativ-organisatorischen Komponente (Verwaltungsstäben) angewandt werden. Ziel war es eine Vereinheitlichung der Führungsstrukturen auf den unterschiedlichen Ebenen des Krisenmanagements herzustellen und die Zusammenarbeit zu verbessern.

## Zusammensetzung
Die Einsatzleitung ist dann nach folgenden klassischen, den Aufgaben in einer Einsatzleitung
entsprechenden Sachgebieten zu gliedern:
- Leiter des Stabes
- Personal/Innerer Dienst Sachgebiet 1 (S 1)
- Lage Sachgebiet 2 (S 2)
- Einsatz Sachgebiet 3 (S 3)
- Versorgung Sachgebiet 4 (S 4)

Bei Bedarf können weitere Sachgebiete eingerichtet werden; insbesondere sind dies:
- Presse- und Medienarbeit Sachgebiet 5 (S 5)
- Informations- und Kommunikationswesen Sachgebiet 6 (S 6)
- Fachberater

Es ist nicht zwingend gegeben, dass eine Stabsposition nur mit einer Person besetzt ist. Es können auch Helfer unterstützen.
Wenn nicht alle Sachgebiete mit eigenen Führungsassistenten besetzt sind, können Sachgebiete wie folgt zusammengefasst werden:
- S 4 mit S 1
- S 2 mit S 3
- S 5 zu S 2
- S 6 zu S 3

### Tätigkeiten des S 1
Bereitstellen der Einsatzkräfte
- Alarmieren von Einsatzkräften
- Heranziehen von Hilfskräften
- Alarmieren und Anfordern von Ämtern und Behörden, Organisationen
- Anfordern von fach-, orts- und betriebskundigen Personen
- Bereitstellen von Reserven
- Einrichten von Lotsenstellen für ortsunkundige Kräfte
- Einrichten von Bereitstellungsräumen
- Führen von Kräfteübersichten
- Führen des inneren Stabsdienstes
- Festlegen und Sicherstellen des Geschäftsablaufs
- Einrichten und Sichern der Führungsräume
- Bereitstellen der Ausstattung

### Tätigkeiten des S 2
Lagefeststellung
- Beschaffen von Informationen
  - Einsetzen von Erkundern
  - Anfordern von Lagemeldungen
- Auswerten und bewerten von Informationen

Lagedarstellung
- Führen einer Lagekarte
- Führen von Einsatzübersichten
  - Beschreiben der Gefahrenlage
  - Darstellen von Anzahl, Art und Umfang der Schäden
  - Darstellen der Einsatzabschnitte und -schwerpunkte
  - Darstellen der eingesetzten, bereitgestellten und noch erforderlichen Einsatzmittel und -kräfte
- Vorbereiten von Lagebesprechungen und Lagemeldungen

Information
- Melden an vorgesetzte Stellen
- Unterrichten nachgeordneter Stellen
- Unterrichten anderer Stellen
- Unterrichten der Bevölkerung

Einsatzdokumentation
- Führen des Einsatztagebuch
- Sammeln, Registrieren und Sicherstellen aller Informationsträger (Vordrucke, Tonbänder, Datenträger)
- Erstellen des Abschlussberichts

### Tätigkeiten des S 3
- Beurteilen der Lage
- Fassen des Entschlusses über die Einsatzdurchführung, zum Beispiel Festlegen von Einsatzschwerpunkten, Bestimmen erforderlicher Einsatzkräfte, Einsatzmittel und Reserven, Festlegen der Befehlsstelle
- Bestimmen und Einweisen von Führungskräften, zum Beispiel Einsatzabschnittsleiter
- Ordnen des Schadengebietes, zum Beispiel
  - Festlegen der Führungsorganisation
  - Festlegen der Befehlsstelle
  - Festlegen von Bereitstellungsräumen
  - Einrichten von Sammelstellen, zum Beispiel Verletztensammelstelle, Leichensammelstelle
- Anordnen von Absperrmaßnahmen
- Festlegen und Freihalten von An- und Abmarschwegen
- Zusammenarbeiten mit anderen Ämtern, Behörden und Organisationen
- Durchführen von Lagebesprechungen
- Erteilen der Befehle
- Beaufsichtigen und Kontrollieren der Einsatzdurchführung
- Veranlassen von Sofortmaßnahmen für gefährdete Bevölkerung, zum Beispiel: Warnung, Unterbringung, Räumung, Versorgung, Transport und Instandsetzung
- Mithilfe bei der Sicherung geborgener Sachwerte, beim Ermitteln der Schadensursache und der Täter, bei der Zeugenfeststellung und bei der Beweismittelsicherung

### Tätigkeiten des S 4
Logistik, Beschaffung, Haushalt
- Anfordern weiterer Einsatzmittel (vor allem Mangelresoucren)
- Heranziehen von Hilfsmitteln, zum Beispiel Baustoffe, Abstützmaterial, Lastkraftwagen, Tankkraftwagen, Räum- und Hebegeräte
- Bereitstellen von Verbrauchsgütern und Einsatzmitteln, zum Beispiel Wasserversorgung, Löschmittel, Atemschutzgeräte, Kraftstoffe
- Bereitstellen und Zuführen der Verpflegung
- Sicherstellen der Materialerhaltung für das Gerät
- Festlegen der Versorgungsorganisation
- Bereitstellen von Rettungsmitteln zum Eigenschutz der Einsatzkräfte
- Bereitstellen von Unterkünften für Einsatzkräfte
- Beschaffung und Verwendung von Geld oder Kapital sowie mit der Abwicklung des Zahlungsverkehrs

### Tätigkeiten des S 5
Presse- und Medieninformationen
- Sammeln, Auswählen und Aufbereiten von Informationen aus dem Einsatz
- Erfassen, Dokumentieren und Auswerten der Presse- und Medienlage
- Erstellen von Presse- und Medieninformationen

Presse- und Medienbetreuung
- Informieren, Führen und Unterbringen der Presse- und Medienvertreter
- Vorbereiten und Durchführen von Presse- und Medienkonferenzen

Presse- und Medienkoordination
- Bündeln, Abstimmen und Steuern der Presse- und Medienarbeit, zum Beispiel mit den Pressesprechern von anderen beteiligten Behörden, betroffener Betriebe und insbesondere der Polizei
- Halten des ständigen Kontakts mit Presse und Medien

Presse- und Medieneinbindung in die Schadenbekämpfung
- Veranlassen und Betreuen von Informationstelefonen
- Veranlassen von Warn- und Suchhinweisen für die Bevölkerung

### Tätigkeiten des S 6
Planen des Informations- und Kommunikationseinsatzes
- Feststellen des Ist-Zustands der Führungsorganisation
- Feststellen des Ist-Zustands der Fernmeldeorganisation
- Absprechen der Führungsorganisation mit S 3
- Aufteilen der zugewiesenen Kanäle
- Anfordern von Sonderkanälen
- Ermitteln des Kräftebedarfs für den Kommunikationsbetrieb
- Ermitteln des Materialbedarfs für den Kommunikationsbetrieb
- Feststellen der Einsatzmöglichkeiten von Funktelefonen
- Ermitteln der Einsatzmöglichkeiten von Kommunikationsverbindungen über Feldkabel und anderer drahtgebundener Netze
- Erarbeiten eines Kommunikationskonzeptes einschließlich Fernmeldeskizze
- Sicherstellen der Kontakte mit den Informations- und Kommunikationsdiensten anderer Behörden, Organisationen und Institutionen

Durchführen des Informations- und Kommunikationseinsatzes
- Umsetzen der Planung
- Führen der Informations- und Kommunikationseinheiten
- Gewährleisten der Kommunikationssicherheit (Redundanz)
- Übermitteln von Befehlen, Meldungen und Informationen
- Überwachen des Kommunikationsbetriebes
- Dokumentieren des Kommunikationsbetriebes (Nachweisung)
- Ausstattung der Befehlsstellen mit Bürokommunikation
- Einrichten von Meldediensten

### Fachberater
In der Einsatzleitung sollen auch Vertreter von Behörden, Hilfsorganisationen und anderen beteiligten Stellen als Fachberater und Verbindungspersonen hinzugezogen werden.

#### Beispiele für Fachberater
- Abwasser
- Ausländerbehörde
- Bauamt
- Bundespolizei
- Bundeswehr
- Deutsche Bahn AG
- Einwohnermeldeamt
- Elektrizitätsversorgungsunternehmen
- Fachkundige Personen, zum Beispiel Physiker, Chemiker, Ärzte
- Forstverwaltung
- Funkamateure
- Gasversorgungsunternehmen
- Gesundheitsbehörde
- Gewerbeaufsicht
- Hilfeleistende Handwerks- und Gewerbebetriebe, zum Beispiel Glaser-, Schlosser-, Tischlerinnung, Transport- und Bergungsunternehmen, Baustoffhandlungen
- Hilfsorganisationen (ASB, DRK, MHD, JUH, DLRG, karitative Verbände, THW)
- Kraftwerksbetreiber
- Notfallseelsorge
- Ordnungsamt
- Polizei
- Presse, Rundfunk, Fernsehen
- Psychosoziale Begleitung
- Rettungsdienst
- Schul- und Sportamt
- Sozialamt
- Stadtreinigung
- Stadtwerke
- Stationierungsstreitkräfte
- Strahlenschutzbeauftragte
- Straßenbaulastträger
- Verantwortliche Personen gefährdeter oder geschädigter Betriebe
- Verkehrsbetriebe (Straße, Schiene, Wasser, Luft)
- Umweltschutzbehörde
- Wasserrettung
- Wasserschutzbehörde
- Wasser- und Schifffahrtsverwaltung
- Wasserversorgungsunternehmen, Wassermeister
- Wirtschaftsamt
- Wohnungsamt

## Katastrophenschutzstab
Der Katastrophenschutzstab ist ein Stab der Katastrophenschutzbehörde.
Er wird in der Regel bei regionalen Unglücks- und Katastrophenfällen wie Hochwasser betrieben.
Der Katastrophenschutzstab hat alle Verwaltungsmaßnahmen zur Katastrophenbekämpfung und zur vorläufigen Beseitigung von Katastrophenschäden vorzubereiten und zu veranlassen.
Die kommunalen Verwaltungen werden hier u. a. von Polizei und Bundeswehr beraten.

## Führungshilfspersonal
Je nach Ausmaß des außergewöhnlichen Ereignisses und dem Arbeitsaufkommen in den einzelnen Sachgebieten werden Führungsassistenten oder Führungsgehilfen eingesetzt. Das Aufgabengebiet beider Funktionsträger ist identisch, lediglich die Qualifikation unterscheidet sich. Häufig wird zur Führung des Einsatztagebuches Unterstützungspersonal eingesetzt um die Sachgebietsleitung 2 zu entlasten. Gerade in der Chaos-Phase nimmt die Lagefeststellung und -darstellung viel Zeit in Anspruch, daher kann auch für die Lagekartenführung Unterstützungspersonal eingesetzt werden.
Die Feuerwehrdienstvorschrift 100 besagt unter anderem, dass der Einsatzleiter gegebenenfalls rechtzeitig erkennen muss, dass Führungsassistenten zur Unterstützung gebraucht werden.